# Tóth András Tozzi
Tóth András Tozzi Tozzi, S. Tóth András (Debrecen, 1976. augusztus 12. –) magyar  újságíró, szerkesztő, riporter.

## Életútja
Szülővárosában járt iskolába, a gimnáziumi érettségi után marketingmenedzsernek tanult. A cívisvárosban kezdte pályafutását, a helyi rádiókban volt hírolvasó, majd műsorvezető. Saját mozis műsort indított az akkori FM95 Rádióban. 
1998-ban úgy határozott, hogy Budapesten folytatja tanulmányait, és itt keres szakmai kihívást. Kommunikációt és újságírást tanult, az egyetemen találkozott a Világgazdaság szerkesztőjével, Eszéki Erzsébettel, aki lehetőséget látott benne és közösen dolgoztak a hetente megjelenő Kultúra oldalon – egészen 2008-ig. Közben mozis műsort készített az ATV-ben, majd párhuzamosan a Kecskeméti Televízióban dolgozott. Itt riporteri feladatokat végzett, ajánlóműsorokat készített, filmes műsort szerkesztett, majd elindult egy új ifjúsági műsor, amelyben szerkesztői és műsorvezetői feladatokat vállalt. Az itt tanultakat kamatoztatta 2002-től a Magyar Televízióban. Riporter, később pedig műsorvezető volt a Budapesti Regionális Híradóban. Riporteri feladatokat vállalt közéleti műsorokban. 
2006 után újságírással foglalkozott, nyomtatott és internetes oldalaknak dolgozott, mint külsős újságíró. Tanulmányokat folytatott a Debreceni Egyetemen, ahol szociológiát, pszichológiát és pedagógiát hallgatott. Jelenleg kommunikátor képzésre jár, és különböző kulturális rendezvények szervezésében is közreműködik.

## Munkaállomásai (nem teljes)
- Világgazdaság Kultúra oldal (Eszéki Erzsébet szerkesztésével),
- Magyar Televízió, M1 és M2 – bemondó, MTV Budapesti Regionális Híradó – riporter, műsorvezető,
- Hírszerző – gazdasági és regionális újságíró,
- Monitor – Keszthely – újságíró,
- Tudatos Vásárlók Egyesülete – újságíró,
- OFI, Új Köznevelés – újságíró,
- WEBBeteg.hu – újságíró,
- Tiszatáj Online – újságíró.

## Online publikációi (válogatás)
- WEBBeteg.hu[halott link]
- Index Tudomány Egészség[halott link]
- Új Köznevelés, az OFI kiadványa

### Tiszatáj interjúk
BESZÉLGETÉS SZABÓ T. ANNÁVAL, az interjút készítette Tóth András Tozzi
BESZÉLGETÉS LACKFI JÁNOSSAL, az interjút készítette Tóth András Tozzi
BESZÉLGETÉS RÁCKEVEI ANNÁVAL, az interjút készítette Tóth András Tozzi
BESZÉLGETÉS PÉTERFY BORIVAL, az interjút készítette Tóth András Tozzi

### WEBBeteg.hu interjúk
Az emlőrák specialistája – Interjú dr. Dank Magdolnával
Dr. Mailáth Mónika: a test és a lélek kezelése nem választható külön
Éger István, a Magyar Orvosi Kamara elnöke: kiszámíthatóságot várunk el a kormányzattól
Elhunyt a gyermekem – gyász, és ami utána következik
Dr. Kulka Janina: A mi diagnózisunk képezi a következő lépés alapját
Miért nem merünk segíteni, ha baj van? Egy 18 éves lány megtette, érdemrendet kapott
Eurotransplant: miért volt hasznos a csatlakozás?
Agyhalott nő szült Debrecenben
Hálapénz: nem egyértelmű a jogi megítélése Archiválva 2014. február 1-i dátummal a Wayback Machine-ben

## Díjak, elismerések
- Média díj – Újpest,
- Média díj 2012 – Májrák Sajtópályázat